# Мейдан
Хиподрум „Мейдан“ (на английски: Meydan Racecourse) е хиподрум в Мейдан сити, Дубай, Обединени арабски емирства.

## Описание
Хиподрумът „Мейдан“ е открит на 27 март 2010 г. Той заменя предишния хиподрум „Над ал Шеба“, който преди е заемал същото място. Името му „Мейдан“ идва от арабската дума мейдан, която означава открита площ, площад, парк. Хиподрумът е тясно свързан с визионерската концепция на Мохамед бин Рашид ал-Мактум, вицепрезидент на ОАЕ, министър-председател и владетел на Дубай.
Целият комплекс включва две състезателни писти, и трибуна с дължина 1700 м, която се състои от хотел хотел „Мейдан“ – първият в света петзвезден хотел с 285 стаи към хиподрум, ресторанти, музей за конни състезания, галерия, кинотеатър IMAX за 585 зрители, паркинг за 8622 автомобила, пристанище „Мейдан“ за яхти, голф игрище с девет дупки и 72 корпоративни апартамента за забавление през годината. Когато не се използва за конни състезания, комплексът служи като бизнес и конферентен център.
Теренът на пистата е с площ от 620 ха, външно ляво трасе с дължина от 2400 м с тревна покривка и вътрешно трасе с дължина от 1750 м с изкуствена покривка. Състезателното външно трасе е направено със специално проектирана и поддържана тревна покривка, специално предназначена за провеждането и условията на конните състезания. Трибуната на хиподрума е с дължина над километър и половина, и може да побере над 60 000 зрители.
Сградата на хотела е проектирана по такъв начин, че 95% от всички прозорци гледат към пистата. Покривът на трибуната е направен във формата на полумесец
Хиподрумът работи от ноември до март и включва зимни състезателни гонки, международен състезателен карнавал в Дубай и Нощ на Световната купа в Дубай.
В Обединените арабски емирства, според нормите на ислямя, е забранено залагането за конните надбягвания. Наградните средства в размер на над 25 млн. долара се формират от парите, отпуснати от емирите на ОАЕ, спонсорите на състезанията и получените средства от продажбата на билети.
Телевизионният канал “Нешънъл Джиографик“ посвещава една от сериите си от поредицата „Суперсъоръжения“ на изграждането на хиподрума „Мейдан“.
- Трибуната на „Мейдан“
- Състезание в „Мейдан“
- Най-дългият LED телевизионен екран в света – 110х10 м
- Вътрешен интериор на трибуната
- Част от зрителската тераса на „Мейдан“